# Sofronij (Balandin)
Sofronij (světským jménem: Sergej Nikolajevič Balandin; * 12. června 1973, Žiguljovsk) je ruský duchovní Ruské pravoslavné církve a biskup kinělský a bezenčukský.

## Život
Narodil se 12. června 1973 v Žiguljovsku. Jeho rodiče procházeli z Penzenské oblasti. Pokřtěn byl v září 1973 v Kazaňském chrámu v Toljatti.
Po střední škole v rodném městě nastoupil na Žiguljovskou radiotechnickou školu. Poté pracoval jako soustružník.
Roku 1992 byl arcibiskupem Jevsevijem (Savvinem) rukopoložen na diákona a roku 1993 arcibiskupem Sergijem (Poletkinem) na jereje. Stal se představeným Pokrovského chrámu ve vesnici Volčanki.
Dne 26. března 1994 byl postřižen na monacha se jménem Sofronij. Na podzim byl poslán do ženského Iverského monastýru v Samaře, kde osm let vykonával funkci zpovědníka.
Roku 2000 dokončil dálkové studium Samarského duchovního semináře.
Roku 2002 se stal představeným hřbitovní farnosti Všech svatých v Toljatti. Od roku 2004 působil ve farnosti Zvěstování v sídle Fjodorovka (Toljatti).
V letech 2003–2009 studoval na Kišiněvské duchovní akademii.
Roku 2008 byl jmenován blagočinným monastýrů samarské eparchie.
Dne 27. července 2011 byl Svatým synodem jmenován představeným Voskresenského monastýru v Samaře s povýšením na igumena.
Dne 7. června 2012 byl zvolen biskupem kinělským a bezenčukským. Dne 15. června byl oficiálně jmenován biskupem a 17. června proběhla jeho biskupská chirotonie. Hlavním světitelem byl patriarcha moskevský a celé Rusi Kirill.